# Campeonato Mundial de Bádminton de 2015
El XXII Campeonato Mundial de Bádminton se celebró en Yakarta (Indonesia) entre el 10 y el 16 de agosto de 2015 bajo la organización de la Federación Mundial de Bádminton (BWF) y la Federación Indonesia de Bádminton.
Las competiciones se realizaron en el pabellón Istora Senayan de la capital indonesia.

## Medallistas
| Evento               | Oro                                      | Plata                                             | Bronce                                                                             |
| -------------------- | ---------------------------------------- | ------------------------------------------------- | ---------------------------------------------------------------------------------- |
| Individual masculino | Chen Long China                          | Lee Chong Wei Malasia                             | Kento Momota Japón Jan Jørgensen Dinamarca                                         |
| Dobles masculino     | Mohammad Ahsan Hendra Setiawan Indonesia | Liu Xiaolong Qiu Zihan China                      | Lee Yong-Dae Yoo Yeon-Seong Corea del Sur Hiroyuki Endo Kenichi Hayakawa Japón     |
| Individual femenino  | Carolina Marín · España                  | Saina Nehwal India                                | Sung Ji-Hyun Corea del Sur Lindaweni Fanetri Indonesia                             |
| Dobles femenino      | Tian Qing Zhao Yunlei China              | Christinna Pedersen Kamilla Rytter Juhl Dinamarca | Nitya Krishinda Maheswari Greysia Polii Indonesia Naoko Fukuman Kurumi Yonao Japón |
| Dobles mixto         | Zhang Nan Zhao Yunlei China              | Liu Cheng Bao Yixin China                         | Xu Chen Ma Jin China Tontowi Ahmad Liliyana Natsir Indonesia                       |

## Medallero
| Núm. | País          | Oro | Plata | Bronce | Total |
| ---- | ------------- | --- | ----- | ------ | ----- |
| 1    | China         | 3   | 2     | 1      | 6     |
| 2    | Indonesia     | 1   | 0     | 3      | 4     |
| 3    | España        | 1   | 0     | 0      | 1     |
| 4    | Dinamarca     | 0   | 1     | 1      | 2     |
| 5    | India         | 0   | 1     | 0      | 1     |
| 5    | Malasia       | 0   | 1     | 0      | 1     |
| 7    | Japón         | 0   | 0     | 3      | 3     |
| 8    | Corea del Sur | 0   | 0     | 2      | 2     |
|      | TOTAL         | 5   | 5     | 10     | 20    |